# Pluri((elles))
Albums de Serge Lama
Un jour, une vie Accordéonissi-mots
Pluri((elles)) est un album studio de Serge Lama sorti chez WEA en 2003.

## Histoire
L'album Pluri((elles)) est exclusivement composé de duos sur lesquels Serge Lama chante avec des interprètes féminines (d'où son titre).
L'opus comprend 11 reprises de chansons de Lama et une reprise de Barbara Une petite cantade (qu'il interprète avec Marie-Paule Belle). Barbara a créé Une petite cantate en 1965, en hommage à Liliane Benelli, qui fut sa pianiste et la fiancée de Serge Lama, avant de disparaître tragiquement dans un accident de voiture, en août 1965 ; accident qui durant plusieurs mois, laisse le chanteur polytromatisé. Serge Lama lui a précédemment consacré plusieurs chansons : Sans toi en 1966, D'aventures en aventures (sur l'album homonyme en 1968), ainsi que Toute blanche en 1974 (album Chez moi). En 1967, il évoque l'auteur-compositeur-interprète, dans la chanson L'orgue de Barbara.

## Réception et certification
L'album est certifié disque d'or et, en France, s'est vendu à 151 000 exemplaires.

## Titres
| No  | Titre                           | Paroles | Musique           | Avec                 | Durée |
| --- | ------------------------------- | ------- | ----------------- | -------------------- | ----- |
| 1.  | Je voudrais tant que tu sois là |         | Yves Gilbert      | Annie Girardot       |       |
| 2.  | Les ballons rouges              |         | Yves Gilbert      | Lara Fabian          |       |
| 3.  | Le 15 juillet à 5 heures        |         | Yves Gilbert      | Lena Ka              |       |
| 4.  | L'enfant d'un autre             |         | Alice Dona        | Lynda Lemay          |       |
| 5.  | Je suis malade                  |         | Alice Dona        | Dalida (duo virtuel) |       |
| 6.  | Une île                         |         | Yves Gilbert      | Anggun               |       |
| 7.  | Une petite cantate              | Barbara | Barbara           | Marie-Paule Belle    |       |
| 8.  | Quand on revient de là          |         | Nicolas Montazaud | Isabelle Boulay      |       |
| 9.  | Femme, femme, femme             |         | Alice Dona        | les L5               |       |
| 10. | D'aventures en aventures        |         | Yves Gilbert      | Enzo Enzo            |       |
| 11. | Les poètes                      |         | Yves Gilbert      | Lorie                |       |
| 12. | Je t'aime à la folie            |         | Yves Gilbert      | Sweet Génération     |       |

## Musiciens
- Michel Amsellem : Piano
- Yann Benoist , Denys Lable  : Guitares
- Loïc Ponthieux : Batterie
- Laurent Vernerey : Basse
- Nicolas Montazaud : Percussions